# Manfred Biskup
Manfred Biskup (* 1936 in Riedlingsdorf; † 27. November 2010 in Berlin) war ein österreichischer Dramaturg.

## Leben
Nach der Matura an der Handelsakademie in Oberwart studierte Biskup Betriebswirtschaft an der Wiener Hochschule für Welthandel und war nebenbei Geschäftsführer der Diskothek Atrium. Nachdem er die gebürtige Engländerin und Choreographin Liz King kennenlernte, ging er nach England und unterrichtete dort an einer High School. Später absolvierte er ein Studium der Sozial- und Kulturanthropologie an der Universität Löwen in Belgien. Danach arbeitete er für das International Social Science Research Council (ISSC) in Wien, führte Forschungsaufträge für die UNESCO durch und war Lehrbeauftragter an der Universität Wien.
1982 war er Mitbegründer des „TanztheaterWien“. 1985 beendete er seine Tätigkeit beim ISSC und widmete sich ausschließlich der Dramaturgie beim TanztheaterWien, später auch beim Theater der Stadt Heidelberg und an der Volksoper Wien. 2006 gründete er mit der Liz King in Pinkafeld die „Dance Identity“ (D.ID), eine internationale Plattform für Zeitgenössischen Tanz und die erste moderne Dance Company im Burgenland.
Manfred Biskup war verheiratet und hatte ein Kind.

## Quelle
- Kulturgericht - Kunst und Kultur im Burgenland: Nachruf
- Dance Identity: Manfred Biskup